# Freie Base
Viele Amine sind bei der Lagerung nicht so stabil wie ihre Salze. Soll das Amin aus einem Salz freigesetzt werden, muss die salzbildende Säure entfernt werden. Das Amin kann dann als freie Base bezeichnet werden. Die Freisetzung kann durch Reaktion mit einer Base erfolgen, die stärker als das Amin ist. Handelt es sich um Hydrohalogenide des Amins, wurde in der Frühzeit der Organischen Chemie oft eine Suspension von Silber(I)-oxid in wässriger Lösung verwendet. Die Halogenid-Ionen bilden schwerlösliche Silberhalogenide, die durch Filtrieren leicht abgetrennt werden können. Diese Verfahren spielten vor allem bei tertiären Aminen eine Rolle, zu denen die meisten Alkaloide gehören.
Beispiele:
- Nicotin ist bei Raumtemperatur eine farblose, ölige Flüssigkeit, die sich an der Luft rasch braun färbt.  In den Tabakpflanzen kommt es an Citronensäure und Äpfelsäure gebunden vor, d. h. als Citrat bzw. Malat.[1] Mit Oxalsäure bildet es ein Oxalat, das zur Isolierung von Nicotin aus Tabaklauge verwendet werden kann. Aus dem Nicotinoxalat entsteht durch Behandeln mit der starken Base Kaliumhydroxid (Kalilauge) die „freie Nicotinbase“.[2]

- Kokain. Durch Behandeln von Blättern des Cocastrauches mit verdünnter Schwefelsäure entsteht Kokainsulfat. Versetzt man eine Lösung des Sulfats mit gebranntem Kalk, d. h. Calciumoxid, bildet sich Calciumsulfat (Gips), und  die Kokainbase wird freigesetzt. Hersteller und Konsumenten in der „Szene“ bezeichnen sie als „Freebase“ und verwenden diesen Begriff ausschließlich für die freie Base von Kokain. Mit Salzsäure entsteht aus der freien Kokainbase Kokainhydrochlorid, welches gelagert und verkauft werden kann. Aus diesem kann wiederum die Base freigesetzt werden, indem man die wässrige Lösung  mit Ammoniak oder Natriumhydrogencarbonat reagieren lässt.